# Agara
Agara (en georgiano: აგარა) es un asentamiento urbano en el centro de Georgia, ubicada en el norte de la región de Iberia Interior y parte del municipio de Kareli. 

## Geografía
Kareli está en la orillas del rio Kurá en las estribaciones nortes de la cordillera de Trialeti, a 6 km de Kareli y 100 km al noroeste de Tiflis.

## Historia
Agara fue fundada en 1931 en relación con la construcción de una fábrica de azúcar. El lugar adquirió el estatus de asentamiento urbano en 1934. Hasta los años 90, entre el 70 y el 80% de la industria del municipio de Kareli se concentraba en Agara. Entre ellos se encontraban no sólo la fábrica de azúcar, sino también la industria conservera, las fábricas de reparación y mecánica, etc.

## Demografía
La evolución demográfica de Agara entre 1939 y 2022 fue la siguiente:
| 1655                                            | 2944 | 3980 | 3418 | 4499 | 3500 | 3364 | 6902 |
| (Fuente: Population of Georgia in Soviet times) |      |      |      |      |      |      |      |

Históricamente, la población de Agara ha sido mayoritariamente eslava (rusos y ucranianos), seguidos por los georgianos e una importante minoría osetia.
|              | 1939      | 1939       | 2014      | 2014       |
| Grupo étnico | Población | Porcentaje | Población | Porcentaje |
| ------------ | --------- | ---------- | --------- | ---------- |
| Georgianos   | 589       | 35,6%      | 2889      | 85,88%     |
| Rusos        | 762       | 46%        | 16        | 0,48%      |
| Ucranianos   | 762       | 46%        | -         | -          |
| Azeríes      | 1         | 0,1%       | 283       | 7,82%      |
| Osetios      | 203       | 12,3%      | 63        | 1,87%      |
| Armenios     | 47        | 2,8%       | 26        | 0,77%      |
| Judíos       | 9         | 0,5%       | -         | -          |
| Alemanes     | 6         | 0,4%       | -         | -          |
| Griegos      | 2         | 0,1%       | -         | -          |
| Lezguinos    | 2         | 0,1%       | -         | -          |
| Total        | 15 516    | 100%       | 3364      | 100%       |

## Economía
En la época soviética, en Agara funcionaban varias fábricas: reparación mecánica, enlatado, vinos de champán, zumos de frutas y vinos de frutas y bayas, así como una fábrica de azúcar.

## Infraestructura

### Infraestructura
El pueblo tiene una estación de tren del mismo nombre en la línea Jashuri-Gori.